# Tai Wan Tau
 (septembre 2024).
Tai Wan Au (chinois : 大環頭) est un village situé dans le district de Sai Kung, dans les Nouveaux Territoires de Hong Kong.